# Готик-кантри
Готик-кантри (англ. gothic country), иногда также готик-американа, южная готика, денверский звук или просто дарк-кантри — жанр кантри-музыки, уходящий корнями в ранний джаз, госпел, Американа, готик-рок и пост-панк. Тексты песен посвящены мрачной тематике. Региональная сцена жанра находится в Денвере.

## История
Готик-кантри уходит корнями в ранний джаз, госпел, кантри, американу, готик-рок и постпанк. Тексты песен этого жанра сосредоточены на мрачной тематике. ДжейДи Уилкс, фронтмен группы Legendary Shack Shakers, описал готик-кантри следующим образом: «есть что-то гротескное и прекрасное в традициях Юга, в антураже Южного быта».
Slim Cessna's Auto Club, образованный в 1992 году, часто обращаются к лирическим темам, заимствованным из апокалиптических религиозных образов, применяя готический подход к песням в стиле кантри и госпел, хотя группа отрицает, что их песни являются готическими. В следующем году образовалась готическая кантри-группа The Handsome Family; Энди Файф из Mojo назвал их «призрачными Сонни и Шер Американы». Обозреватель The A.V. Club Кристофер Бан сравнил их музыку с «сотрудничеством Хэнка Уильямса и Эдгара Аллана По».
Серия American Recordings Джонни Кэша, спродюсированная Риком Рубином, продюсером, наиболее известным по работе с исполнителями хип-хопа и хеви-метала, была охарактеризована как имеющая готический кантри-саунд и имидж; среди каверов на песни не кантри-исполнителей, таких как Depeche Mode, Danzig и Nine Inch Nails, а также традиционные песни и песни времён Второй мировой войны, серия альбомов Кэша, лирически основанная на навязчивых темах отчаяния, таких как смерть, и повторяющихся религиозных темах в форме записей мрачного госпела.
Региональная готическая кантри-сцена развивалась в Денвере.

## Исполнители готик-кантри
| - 16 Horsepower - Джонни Кэш - DeVotchKa - Бобби Джентри - The Gun Club - The Handsome Family - Iron & Wine - Legendary Shack Shakers - Mercury Rev - Murder by Death | - O'Death - Уилл Олдэм - Slim Cessna's Auto Club - Smog - Джесси Сайкс - Аида Виктория - Стив фон Тилл - Those Poor Bastards - Wovenhand |